# Minamoto no Yoshinaka

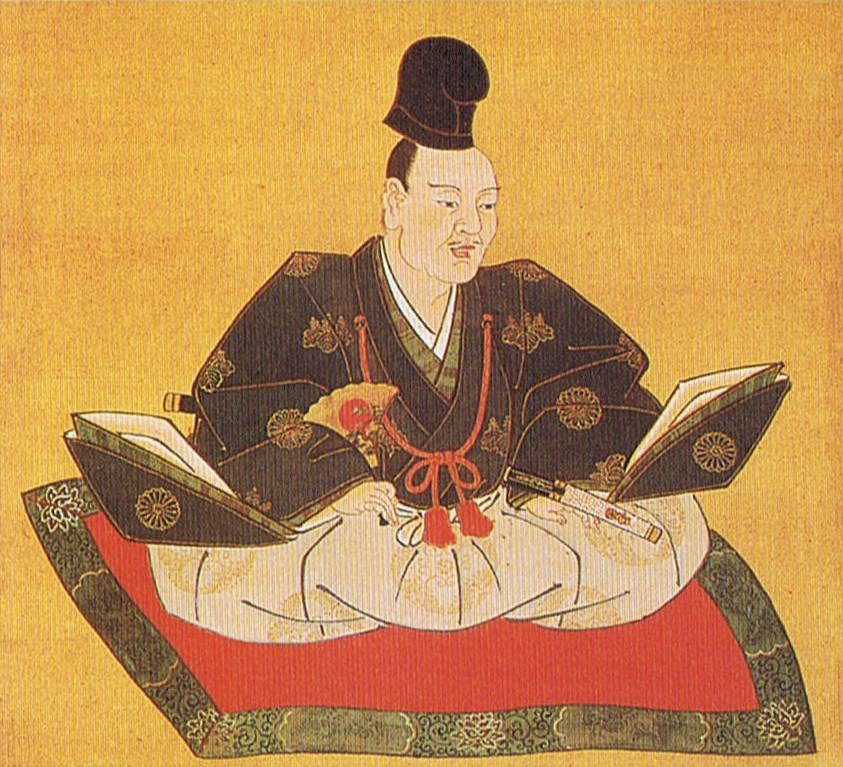
Ein Porträt von Yoshinaka

Minamoto no Yoshinaka (japanisch 源 義仲; * 1154; † 21. Februar 1184 bei Awazu) war ein japanischer Aristokrat und Mitglied des Klans der Minamoto zur Zeit des Gempei-Krieges. Zudem war er für kurze Zeit Shōgun von Japan.

## Familie und frühe Jahre
Yoshinaka war Angehöriger des mächtigen Klans der Minamoto, die ihre Abstammung auf den japanischen Kaiser Saga zurückführten, und ein Cousin des späteren Shōguns Minamoto no Yoritomo und dessen Bruders Minamoto no Yoshitsune. Sein Geburtsname lautete Komaomaru. Sein Vater Minamoto Yoshikata (源義賢), ein Schwertträger im Palast des Frühlings, unterlag 1155 bei Familienstreitigkeiten innerhalb des Klans und fand einen gewaltsamen Tod. Seine Mutter Saeda war die Tochter eines Offiziellen aus der Hauptstadt. Der dreijährige Minamoto no Yoshinaka wurde zum Schutz vor den Mördern seines Vaters am Hof von Kaneto Nakahara, dem stellvertretenden Gouverneur der Provinz Shinano, versteckt. Er wuchs wahrscheinlich im Kiso-Gebirge auf. Er verbrachte seine Kindheit mit Kanetos Sohn Kanehira Imai, dem er sein gesamtes Leben lang nah stand. Im Alter von zwanzig Jahren wurde er Vater eines Sohnes, der den Namen Yoshitaka erhielt.

## Rolle im Gempei-Krieg
Als der militärische Konflikt zwischen den Taira und den Minamoto 1180 ausbrach, der später als Gempei-Krieg bekannt wurde, hob Minamoto no Yoshinaka noch im selben Jahr eine Armee aus und stellte sich auf der Seite der Minamoto gegen die Taira. 1183 war er der Oberbefehlshaber seines Klans in der Schlacht von Kurikara. Als er den Feind erblickte, befahl er seinen Kriegern, weiße Flaggen (das Symbol seines Klans) auf den Hügeln im Umland zu schwenken, um ein größeres Heer vorzutäuschen. Die eigentlich zahlenmäßig überlegenen Taira wagten es nicht, ihren Weg fortzusetzen und schlugen ihr Lager vorm Pass auf. Bei Sonnenuntergang griffen die Minamoto ihre Gegner von drei Seiten an und nahmen sie unter anderem auch mit einem Pfeilregen unter Beschuss. Yoshinaka ließ eine Herde von Ochsen den Pass hinunter in die feindliche Armee treiben. Hierdurch gerieten die Taira in Unordnung. Viele ihrer Kämpfer wurden zu Tode getrampelt oder stürzten in die Tiefe. Ein Großteil ihrer Truppen wurde von den Minamoto in einem Hinterhalt getötet. Nur wenige konnten entkommen. Die Verluste der Taira waren wohl enorm hoch. Die Schlacht von Kurikara gilt daher als eine entscheidende Schlacht und ein Wendepunkt im Gempei-Krieg.

## Ernennung zum Shōgun und Sturz
Im Laufe des Krieges gelang es Minamoto no Yoshinaka 1182 den ehemaligen japanischen Kaiser Go-Shirakawa gefangen zu nehmen. Dieser ernannte ihn wenig später zum Shōgun (sei-i teishogun). Yoshinaka war nun nach diesem Schachzug, verbunden mit seinem Sieg in der Schlacht von Kurikara 1183, auf dem Höhepunkt seiner Macht. Es dauerte jedoch nicht lange, bis er mit seinem eigenen Klan, den Minamoto, in Konflikte geriet, die militärisch ausgetragen wurden. 1184 wurde er von Minamoto no Yoshitsune getötet (Schlacht von Awazu).